# Dance (Our Own Party)
是马耳他音樂組合The Busker的歌曲。由尚·保羅·博格（Jean Paul Borg）、馬修·詹姆斯·博格（Matthew James Borg）、麥克·喬·齊尼（Michael Joe Cini）、大衛·梅里克（David Meliak）和尚恩·美辰（Sean Meachen）共同創作，於2023年3月3日透過個人發行單曲。歌曲代表马耳他參與2023年在英国利物浦舉辦的2023年欧洲歌唱大赛，但止步於半決賽，無緣進入決賽。

## 製作與發行
以f小調創作，每分鐘103拍，尚·保羅·博格（Jean Paul Borg）、馬修·詹姆斯·博格（Matthew James Borg）、麥克·喬·齊尼（Michael Joe Cini）、大衛·梅里克（David Meliak）和尚恩·美辰（Sean Meachen）共同創作。
這是首放克歌曲，英国广播公司的馬克·薩維奇（Mark Savage）稱本作受到2020年和2021年冰島選手多瑞·弗萊爾的啟發，正如歌詞「（我在毛衣裡感覺更好）」描述，是首社交恐懼迪斯科放克。popbitch形容組合無恥地抄襲，這群版的鍾拿斯兄弟不只獨立、內向，還想盡快離開舞台。歌曲最初名為，是首抒情歌曲，之後，組合對其修改誕生了。獲得國內選拔後，組合又稍微修改歌曲，並於2023年3月3日發行。
音樂錄影帶於2023年3月9日發布，取景自馬爾他首都瓦莱塔、格济拉和姆贾尔。在影片中，對派對感到格格不入的主角（也是樂隊主唱大衛·梅里克）將自己藏在毛衣內。這時，他的朋友們出現，並舉辦一場適合他們的派對。為宣傳作品，組合在賽前來到波兰、以色列、马德里、阿姆斯特丹和伦敦等地演出。

## 歐洲歌唱大賽

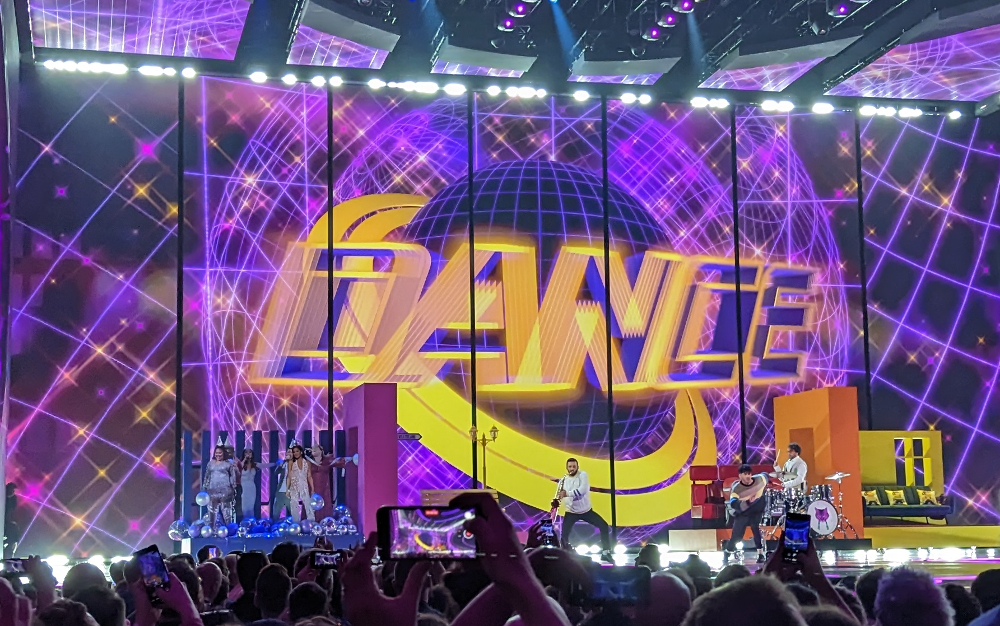
The Busker在2023年歐洲歌唱大賽

為選出马耳他代表，馬爾他公共廣播服務公司舉辦了「马耳他歐洲歌唱大賽（Malta Eurovision Song Contest）」，比賽於2022年1月13日至2月11日舉行。不論歌曲創作者國籍，只要具有馬耳他國籍的演出者在2023年5月前年滿16歲、且歌曲未超過3分鐘且沒在2022年10月15日前發行或公開演出，不限數量均能報名參賽。最終，和以121分從16位選手中脫穎而出，拿下比賽冠軍。
本屆歐洲歌唱大賽於英国利物浦利物浦體育館舉行，經過「半決賽分配抽籤」，組合被安排在2022年5月9日的第一場半決賽（Semi-final 1），是第2位演出者。
比賽演出被分為三幕，分別是佈滿人形立牌的派對屋、一張公園長椅和路燈以及一輛紅色汽車配上帶有沙發的小屋，樂隊在佈景之間跳舞。在第一場半決賽中，他們演出到一半，脫掉毛衣露出更閃亮的毛衣，並大聲問現場觀眾們「想要跳舞嗎？」。義大利雜誌的編輯卡拉·魯赫塔寧（Kara Luhtanen）形容這瞬間彷彿是《飢餓遊戲》裡凱妮絲·艾佛丁驚呼眾人的變裝時刻。
最終，無緣進入決賽，組合以3分成績成為第一場半決賽倒數第1，這是馬爾他連續第二年未能晉級決賽。

## 專業評價
美国娱乐网站的強·歐布萊恩（Jon O'Brien）評選本作為「2023年度最佳歐洲歌唱大賽歌曲」第7名，莫名其妙的歌詞押韻和讓驕傲的薩克斯旋律，也許不能為马耳他帶來勝利，但它無疑是今年最棒派對神曲。挪威《每日雜誌報》給予4/6分，評論稱放克並不是你常在歐洲歌唱大賽見到的類型，不禁令人跳舞的魔力值得一些分數。Wiwibloggs的內部評審團給予歌曲6.11/10分，評審團表示雖然不是放克流行的受眾，但這群傢伙有股令人著迷的魅力。可惜效果不長，加上佔據歌曲大半時長的薩克斯風，新奇有趣的感覺漸漸變得厭煩。

## 參與名單
來源：Qobuz
- The Busker – 主藝人
- 尚·保羅·博格（Jean Paul Borg） – 作曲
- 馬修·詹姆斯·博格（Matthew James Borg） – 作曲
- 麥克·喬·齊尼（Michael Joe Cini） – 作曲
- 大衛·梅里克（David Meliak） – 詞曲創作
- 尚恩·美辰（Sean Meachen） – 作曲